# Alfred Rosenberg

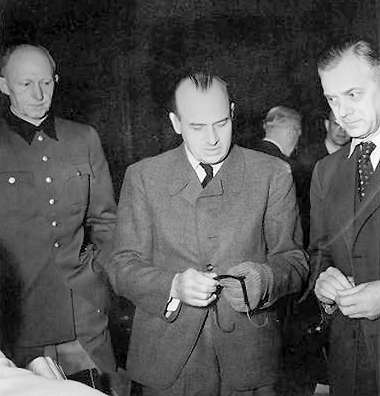
Alfred Rosenberg (dreapta), împreună cu Jodl și Frank

Alfred Rosenberg (n. 12 ianuarie 1893 — d. 16 octombrie 1946) a fost un criminal de război nazist. Rosenberg a fost un membru timpuriu al Partidului Nazist și a ocupat un număr de posturi importante în guvernul nazist. El este considerat drept inițiatorul unor importante elemente ideologice naziste, inclusiv teoria rasială, persecuția evreilor, Lebensraum, abolirea tratatului de la Versailles și opoziția față de arta modernă "degenerată". Rosenberg a susținut și neopăgânismul. La procesele de la Nürnberg, Rosenberg a fost acuzat de crime de război, găsit vinovat, condamnat la moarte și executat prin spânzurare.

## Cariera timpurie
Rosenberg s-a născut într-o familie de germani baltici. Tatăl său a fost un negustor bogat din Letonia iar mama sa era originară din Tallinn, Estonia, care pe atunci făcea parte din Imperiul Rus. A studiat arhitectura la Institutul Politehnic din Riga și ingineria la Universitatea din Moscova, terminându-și studiile în 1917. Clădiri proiectate de el se află încă în centrul Tallinn-ului. În timpul revoluției comuniste din 1917, el a susținut contrarevoluționarii. După victoria comuniștilor, Rosenberg a emigrat în Germania în 1918 împreună cu Max Scheubner-Richter, de care a fost influențat personal și ideologic. Rosenberg a fost unul dintre primii membri ai Partidului Muncitoresc German (mai târziu Partidul Muncitoresc Național Socialist German, sau Partidul Nazist), înscriidu-se în ianuarie 1919; Adolf Hitler nu s-a înscris decât în octombrie 1919. Rosenberg a devenit și membru al Societății Thule.
Rosenberg a devenit editor al Völkischer Beobachter, ziarul partidului nazist, în 1921. În 1923, după nereușitul puci al berii, Hitler l-a însărcinat pe Rosenberg cu conducerea mișcării naziste, poziție pe care a ocupat-o până la eliberarea lui Hitler din închisoare. Hitler a remarcat mai târziu în privat că alegerea lui Rosenberg a fost strategică, bazată pe faptul că Rosenberg avea o personalitate slabă și îi lipsea automotivarea. Hitler nu a vrut ca liderul interimar să fie popular sau ahtiat după putere, dat fiind că o persoană cu oricare din aceste caracteristici nu ar mai fi cedat șefia partidului după eliberarea lui Hitler din pușcărie.
În 1929, Rosenberg a format Liga Militantă pentru Cultura Germană. Mai târziu, a înființat Institutul pentru Studiul Problemei Evreiești, dedicat identificării și atacării influenței "evreiești" asupra culturii germane și crearea unei istoriografii a iudaismului dintr-o perspectivă antisemită. El a devenit deputat în 1930 și a publicat o lucrare despre teoriile sale rasiale, "Mitul secolului XX" (Der Mythus des 20. Jahrhunderts), în care tratează probleme cheie ale ideologiei național socialiste, ca de exemplu problema evreilor. Scopul lui Rosenberg era ca lucrarea sa să fie o continuare a cărții lui Houston Stewart Chamberlain "Fundamentele Secolului XIX"  (The Foundations of the Nineteenth Century), una dintre primele cărți importante despre teoria rasială.
Rosenberg a fost numit șef al biroului de externe al NSDAP în 1933, dar a avut un rol minor în această funcție. Scopurile vizitei sale din 1933 în Anglia au fost reasigurarea că naziștii nu constituie un pericol și încurajarea legăturilor între noul regim din Germania și Imperiul Britanic. Această vizită a fost un mare eșec. În ianuarie 1934 a fost numit de Hitler ca responsabil cu educarea spirituală și filozofică a NSDAP și a organizațiilor aferente.

## Teorii rasiale
Rosenberg a fost principalul teoretician al Partidului Nazist, având ca scop crearea unor entități politice și sociale bazate pe diferențierea rasială. Justificarea ideilor rasiste era coordonată cu justificarea politicii lui Adolf Hitler. Rosenberg s-a inspirat din cărțile scrise de Arthur de Gobineau⁠(d), Houston Stewart Chamberlain și Madison Grant precum și din credințele lui Hitler. Rosenberg, lipsit de cunoștințe antropologice, nu a avut resursele științifice de care dispuneau Grant și ceilalți, și astfel a ales să-și bazeze teoriile rasiale pe idei filozofice în ciuda cercetărilor științifice. Rosenberg considera că negrii, evreii și alte popoare semitice sunt inferioare iar în vârful piramidei se află rasa albă sau ariană. În ideologia lui Rosenberg, popoarele nordice are deține absoluta supremație, inclusiv asupra arienilor. 
Această rasă supremă ariană ar fi fost ipotetic compusă complet din popoarele germanice, mai precis scandinavii (inclusiv finlandezii, un popor finic sau fino-ugric), germanii, olandezii, flamanzii și britanicii (cel mai notabil englezii) precum și de popoarele latine (inclusiv românii). Germanii au fost proclamați de Rosenberg ca rasă superioară nordică, rasa supremă a rasei supreme. Rosenberg a schimbat politica rasistă nazistă de-a lungul anilor, dar ideologia sa a fost întotdeauna bazată pe principiile de supremație germană, naționalism german extremist și antisemitism dur.
Atitudinea lui Rosenberg față de slavii din estul Europei era mai neclară. Mulți naziști, chiar și Hitler însuși, considerau că slavii fac parte dintr-o rasă inferioară menită a fi subjugată, dar Rosenberg a sugerat că ei ar putea fi integrați în timp în rasa ariană și cultura germanică, dacă ar primi oportunitatea adecvată.

## Teorii religioase
Rosenberg a pledat pentru o nouă "religie a sângelui", bazată pe imboldul înnăscut al sufletului nordic de a-și apăra nobilul caracter împotriva degenerării rasiale și culturale. El credea că acest fapt este întruchipat de religiile indo-europene timpurii, mai exact păgânism european, zoroastrism și hinduism vedic. Spre deosebire de Heinrich Himmler, Rosenberg avea mai puțin atașament față de budism. Urmând idea lui Houston Stewart Chamberlain, el a condamnat ceea ce el numea "creștinism negativist", adică credințele ortodoxe ale Bisericilor Protestante și Catolice, pledând pentru o creștinătate pozitivă bazată pe credința lui Chamberlain că Isus ar fi fost membrul unei enclave nordice din Galilea antică care lupta împotriva iudaismului (numit Creștinism pozitiv în ideologia nazistă). Pentru Rosenberg, doctrina religioasă nu era importantă, ceea ce era important era că o credință ar trebui să deservească interesele rasei nordice, legând individul de natura rasei sale.
Rosenberg plănuia ca, după Endsieg (sau "Victoria finală", referindu-se la victoria Germaniei Naziste) să reformeze această "Biserică Nazistă", urmând ca crucea creștină (germană: "Kreuz") să fie înlocuită cu svastica (germană: "Hakenkreuz"), ca Biblia să fie înlocuită cu Mein Kampf, ca închinarea la sfinți și Dumnezeu să fie interzisă etc.

## Activități în timpul războiului
În 1940 a fost făcut șeful Hoch Schule (literalmente "școala înaltă"), Centrul Național Socialist de Cercetare Ideologică și Educațională. Rosenberg a creat o "Forță Specială pentru muzică" (Sonderstab Musik), pentru a aduna cele mai bune instrumente muzicale și partituri pentru a fi folosite într-o universitate care avea să fie construită la Linz, în orașul natal al lui Hitler. Ordinele date către Sonderstab Musik erau să jefuiască proprietatea evreilor din Germania și din țările aflate sub ocupație germană și orice instrumente muzicale sau partituri să fie trimise imediat în Berlin.
După invazia URSS, Rosenberg a fost numit șef al Ministerului Reich-ului pentru Teritoriile Ocupate din Est. Alfred Meyer era adjunctul său și l-a reprezentat la Conferința de la Wannsee. Un alt oficial al ministerului, Georg Leibbrandt, a asistat la conferință, la cererea lui Rosenberg.
Rosenberg îi prezentase lui Hitler planul său de organizare a teritoriilor cucerite din Est, sugerând crearea de noi districte administrative, pentru a înlocui fostele teritorii controlate de sovietici cu noi Reichskommisariate. Acestea urmau să fie:
- Ostland (Țările Baltice și Belarus)
- Ucraina (Ucraina și cele mai apropiate teritorii)
- Caucazul (Zona Caucaziană)
- Moscova (Zona metropolitană moscovită și restul zonelor cele mai apropiate din Rusia Europeană)

Aceste gen de acțiuni erau intenționate de a încuraja naționalismul non-rusesc și de a promova interese germane pentru beneficiul generațiilor ariene din viitor, în concordanță cu planurile geopolitice "Lebensraum im Osten" ("Spații vitale la est"). Acestea urmau să creeze o zonă tampon împotriva expansionismului sovietic preparând eradicarea totală a comunismului și bolșevismului prin acțiuni militare  decisive.
Urmând aceste planuri, când forțele Wehrmacht au invadat teritoriile controlate de sovietici, ele au implementat imediat primele Reichskommisariate, Ostland și Ukraine, sub conducrerea lui Hinrich Lohse și respectiv, Erich Koch. Organizarea acestor teritorii administrative au dus la conflicte între Rosenberg și SS din cauza tratării slavilor sub ocupație germană. Rosenberg era îngrozit de deplasarea, sclavagismul, și uneori genocidul populațiilor din țări estice ocupate, cu excepția evreilor. În calitatea de teoretician rasial suprem, Rosenberg considera slavii, cu toate că inferiori germanilor, ca fiind arieni. Rosenberg s-a plâns des în fața lui Hitler și Himmler de tratamentul aplicat popoarelor ocupate non-evreiești. Rosenberg nu a făcut nici un comentariu asupra crimelor împotriva evreilor. La Tribunalul de la Nurnberg, Rosenberg  a susținut că nu era la curent cu Holocaustul în ciuda faptului că Leibbrandt și Meyer erau prezenți la conferința de la Wannsee.
Rosenberg a fost capturat de trupele Aliate la sfârșitul războiului. El a fost judecat la procesele de la Nürnberg și a fost găsit vinovat de conspirație pentru comiterea de crime împotriva păcii; planificarea, inițierea și conducerea unui război de agresiune. Rosenberg a fost condamnat la moarte și executat cu alți condamnați în Nürnberg în dimineața de 16 octombrie 1946.

## Viața de familie
Rosenberg a fost căsătorit de două ori. S-a căsătorit cu prima soție, Hilda Leesmann, o etnică estoniancă, în 1915; după opt ani de căsătorie, au divorțat în 1923. El s-a căsătorit cu a doua sa soție, Hedwig Kramer, în 1925; căsătoria a durat până la moartea sa. Din această căsătorie s-au născut doi copii: un fiu, care a murit de mic, și o fiică, Irene, născută în 1930. Fiica sa a refuzat să aibă contact cu oricine a căutat informații despre tatăl ei.

## Finalul

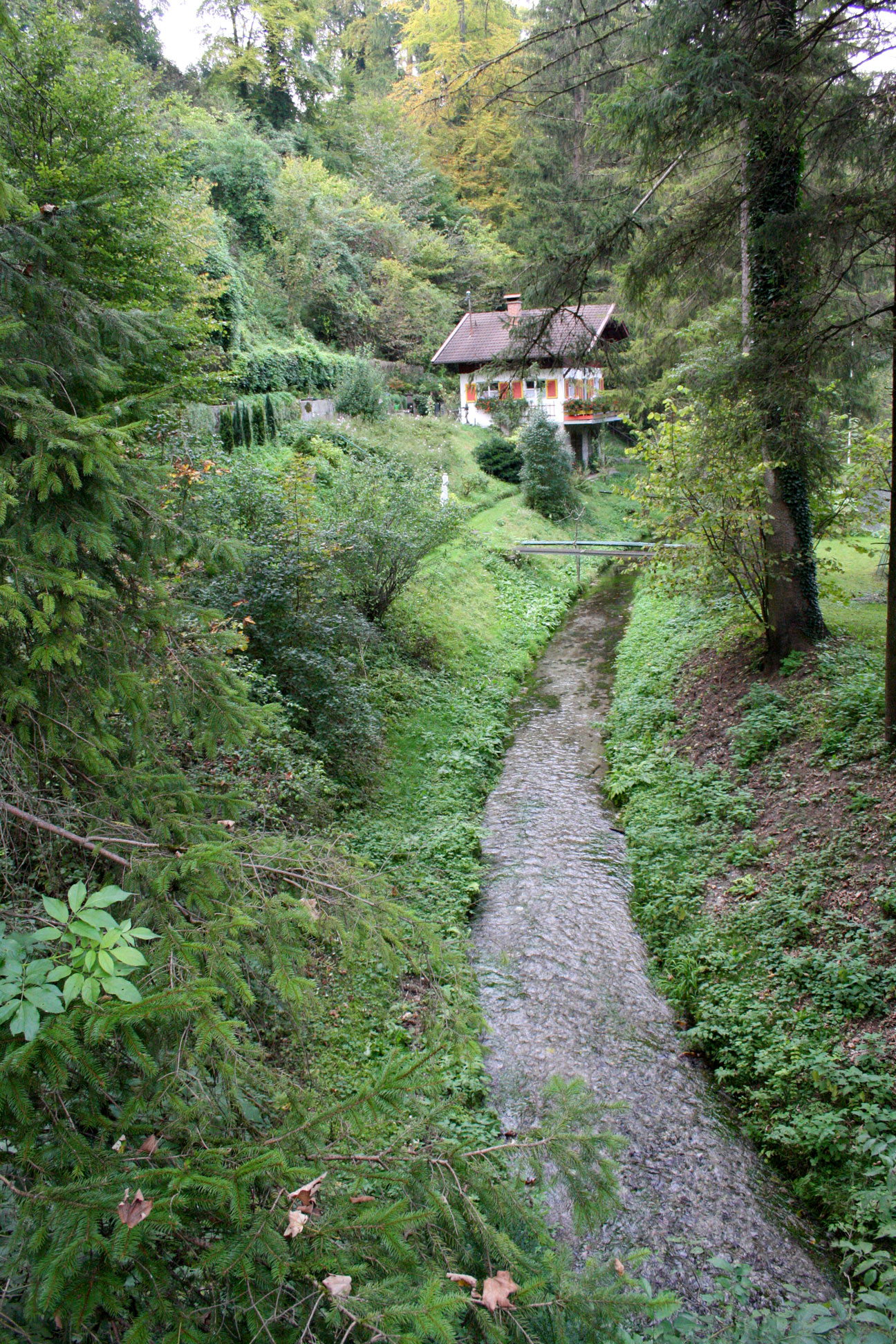
Pȃrȃul Wenzbach (München) în care a fost împrăştiată cenuşa celor 11 inculpaţi

A fost condamnat la moarte, prin spȃnzurare, împreună cu alți 10 inculpați, la procesul din Nürnberg. Execuțiile (duse la împlinire de americanii John C. Woods și Joseph Malta) au avut loc în sala de sport a închisorii din Nürnberg la data de 16 octombrie 1946, între orele 1:00 și 2:57. Cei 10 naziști executați au fost: Hans Frank, Wilhelm Frick, Alfred Jodl, Ernst Kaltenbrunner, Wilhelm Keitel, Joachim von Ribbentrop, Alfred Rosenberg, Fritz Sauckel, Arthur Seyss-Inquart și Julius Streicher. În dimineața zilei de 17 octombrie 1946 trupurile celor 10 executați, împreună cu trupul lui Hermann Göring (care se sinucise cu cianură cu o noapte înainte), au fost transportate cu camioane americane la crematoriul cimitirului estic din München, unde au fost imediat incinerate. Cenușa acestora a fost împrăștiată apoi de ofițeri americani în pârâul Wenzbach (mic afluent de stânga al râului Isar), lângă strada Conwentzstraße din München, spre a nu deveni ulterior loc de pelerinaj pentru extremiști de dreapta.

## Citate
- "Nu am spus niciodată că evreii sunt inferiori. Nici nu am susținut că sunt o rasă. Am văzut numai că amestecul între culturi diferite nu mergea." (12 ianuarie 1946)
- "Am lăsat 50.000 de evrei să treacă granița. Așa cum am vrut ca germanii să aibă Lebensraum, așa am dorit și pentru evrei - în afara Germaniei." (15 decembrie 1945)
- "Nu" (Când a fost întrebat dacă are ceva de spus înainte de moartea sa, pe 16 octombrie 1946)